# Ruthven
Ruthven és una població dels Estats Units a l'estat d'Iowa. Segons el cens del 2000 tenia 711 habitants.

## Demografia
Segons el cens del 2000, Ruthven tenia 711 habitants, 325 habitatges, i 202 famílies. La densitat de població era de 653,6 habitants/km².
Dels 325 habitatges en un 24% hi vivien nens de menys de 18 anys, en un 49,8% hi vivien parelles casades, en un 8,6% dones solteres, i en un 37,8% no eren unitats familiars. En el 32,3% dels habitatges hi vivien persones soles el 18,2% de les quals corresponia a persones de 65 anys o més que vivien soles. El nombre mitjà de persones vivint en cada habitatge era de 2,19 i el nombre mitjà de persones que vivien en cada família era de 2,76.
Per edats la població es repartia de la següent manera: un 20% tenia menys de 18 anys, un 10,7% entre 18 i 24, un 22,4% entre 25 i 44, un 21,1% de 45 a 60 i un 25,9% 65 anys o més.
L'edat mediana era de 42 anys. Per cada 100 dones de 18 o més anys hi havia 89,7 homes.
La renda mediana per habitatge era de 31.027 $ i la renda mediana per família de 40.469 $. Els homes tenien una renda mediana de 26.094 $ mentre que les dones 16.719 $. La renda per capita de la població era de 17.079 $. Entorn del 4,7% de les famílies i el 9% de la població estaven per davall del llindar de pobresa.

## Poblacions més properes
El següent diagrama mostra les poblacions més properes.